# Vladimír Zoul
Vladimír Karl Zoul, auch Wladimir Zoul, (geboren 4. November 1914 in Wien; gestorben  17. Mai 1943 ebenda) war ein österreichischer Schneidergehilfe und Widerstandskämpfer gegen den Nationalsozialismus der tschechischsprachigen Minderheit. Er wurde vom NS-Regime zum Tode verurteilt und im Wiener Landesgericht geköpft.

## Leben
Zoul war Schneidergehilfe und im kommunistischen Widerstand tätig. Er soll gemeinsam mit Franz Tesarik, ebenfalls Schneidergehilfe, Aufklärungsmaterial gegen das NS-Regime verteilt haben und traf dabei auch die Funktionärin Hedwig Urach.
Er wurde von der Gestapo Wien verhaftet und verhört. Am 16. Dezember 1942 wurde Vladimír Zoul vom Volksgerichtshof gemeinsam mit vier Mitangeklagten, dem Goldschmiedegehilfen Friedrich Nesvadba, den Schneidergehilfen Alfons Peschke und Franz Tesarik sowie der Schneiderin Hedwig Urach, wegen „der im Kriege begangenen Vorbereitung zum kommunistischen Hochverrat“ zum Tode durch das Fallbeil verurteilt. Im Wiener Landesgericht verbrachte er fast ein halbes Jahr in der Todeszelle.

„Sämtliche Angeklagte haben sich in schwerster Notzeit des deutschen Volkes lange und umfangreich im Sinne einer kommunistischen Zersetzung der Bevölkerung betätigt und haben als Funktionäre am Wiederaufbau der KPÖ vor allem im Wiener 17. Gemeindebezirk mitgearbeitet, und zwar Peschke als Leiter, Nesvadba als sein Vertreter und Nachfolger, die Urach durch Unterhaltung der Verbindung zur Stadtleitung, Zoul und Tesarik als Kassier und Schriftenverteiler. Ihre hochverräterische Arbeit hat erst im Jahre 1941 ihr Ende gefunden. Damit reicht sie erheblich in die Zeit des gegenwärtigen Krieges hinein und erscheint aus diesem Grunde besonders gefährlich und verwerflich. Das deutsche Volk ist zu seinem Schicksalskampf angetreten. Der Ausgang dieses Krieges wird entscheidend dafür sein, ob es in Zukunft noch eine deutsche Volksgemeinschaft, ja überhaupt noch eine deutsche Kultur geben wird. Jeder, der den Versuch macht, die Geschlossenheit des deutschen Volkes zu untergraben, ist ein Verräter am deutschen Volk und muss als solcher behandelt werden. Deshalb verlangt auch das gesunde Volksempfinden, dass gegen die Angeklagten die schwerste Strafe verhängt wird, die das Gesetz zulässt. Nicht der Schaden, den der Einzelne angerichtet hat, ist entscheidend, sondern der Erfolg, den er sich vorgestellt und zielbewusst erstrebt hat.“

Rote Plakate in Wien kündeten am 17. Mai 1943 von der Hinrichtung von Franz Tesarik, Hedwig Urach und Vladimír Zoul.

## Gedenken
Sein Name findet sich auf einem Mahnmal und zwei Gedenktafeln:
- Auf dem Mahnmal für die Opfer des Widerstands der tschechoslowakischen Minderheit in Wien in Gruppe 40 am Wiener Zentralfriedhof,[6]
- auf der Gedenktafel für die tschechische und slowakische Minderheit am Haus Leibnizgasse 10 in Wien-Favoriten, gewidmet den „Helden der tschechischen und slowakischen Minderheit, die für die Freiheit Österreichs und der Tschechoslowakei ihr Leben opferten.“[7][8]
- auf der Gedenktafel im ehemaligen Hinrichtungsraum des Wiener Landesgerichts, wo Zoul zu Tode gekommen ist, heute ein Weiheraum für die hingerichteten NS-Opfer.[9]